# إديتا فيلكيفيشوتا
إديتا فيلكيفيشوتا (مواليد 1 يناير 1989) عارضة أزياء ليتوانية. ظهرت على غلاف مجلة فوغ 25 مرة طوال مسيرتها المهنية. وفي عام 2015 كانت واحدة من أعلى عارضات الأزياء أجراً في العالم بفضل إعلانات العطور لروبرتو كافالي وفيكتور آند رولف.

## روابط خارجية
- إديتا فيلكيفيشوتا في موديلز.كوم
- إديتا فيلكيفيشوتا على موقع IMDb (الإنجليزية)
- إديتا فيلكيفيشوتا على موقع دليل عارضات الأزياء (الإنجليزية)
- Edita Vilkeviciute at The Fashion Styles